# Beamys hindei
Espèce
Statut de conservation UICN

 LC  : Préoccupation mineure
Beamys hindei est une espèce de rongeurs du genre Beamys de la famille des Nesomyidae. Cette espèce transporte sa nourriture dans des abajoues.

## Description
Le dessus est gris ou brun, le dessous blanc et la queue marbrée. C'est un grimpeur nocturne.

## Alimentation
Beaucoup de fruits et de graines et même parfois de la matière animale.

## Répartition et habitat
Elle est présente au Kenya, en Tanzanie, en Zambie et au Malawi. Elle vit dans les forêts primaires ou partiellement abattus ainsi que dans les forêts ripariennes. Elle n'a jamais été observé en dehors de la forêt.